# 川村晃司
川村 晃司（かわむら こうじ、1950年〈昭和25年〉8月3日 - 2023年〈令和5年〉3月24日）は、日本のジャーナリスト。テレビ朝日の元ディレクター、コメンテーター（解説委員）。

## 来歴
青森県青森市出身。早稲田大学第一文学部卒業後、1973年4月日本教育テレビ（NET）（のちのテレビ朝日）に入社。報道部、政経部、報道番組ディレクターなどを経て、1984年から1989年までカイロ支局長を務め、イラン・イラク戦争を最前線で取材する。帰国後の1989年に天安門事件の現地リポート、1991年に湾岸戦争の取材を100日以上担当。『ニュースステーション』の報道デスク、ニューヨーク特派員を歴任。1999年から2000年までコロンビア大学研究員を務めた。
2004年から立教大学で非常勤講師として週1回「政治とマスコミ」などの授業を担当。2009年から、早稲田大学非常勤講師、2011年から明治大学特別招聘教授。二松学舎大学客員教授。国際医療福祉大学大学院特任教授。2021年までテレビ朝日の番組のコメンテーターを務めた。また、新潟日報の客員論説委員も務めた。
2023年3月24日、多臓器不全のため、東京都内の病院で死去。72歳没。

## 出演

### テレビ番組
| 期間       | 期間      | 番組名                                            | 役職                              |
| ---------- | --------- | ------------------------------------------------- | --------------------------------- |
| 1992年     | 1999年    | ニュースステーション                              | 報道デスク担当→ニューヨーク特派員 |
| 1998年8月  | 2012年3月 | 愛川欽也 パックインジャーナル（朝日ニュースター） | 準レギュラーでのコメンテーター    |
| 2000年4月  | 2020年3月 | ワイド!スクランブル→大下容子ワイド!スクランブル   | 月曜日コメンテーター              |
| 2000年12月 | 2011年9月 | お昼のニュースアクセス（BS朝日）                  | コメンテーター                    |
| 2000年12月 | 2003年9月 | Harajukuロンチャーズ（BS朝日）                    | 不定期出演                        |
| 2002年7月  | 2010年9月 | やじうまプラス                                    | 月・火曜日コメンテーター          |
| 2002年10月 | 2008年9月 | スーパーJチャンネル                               | 金曜日コメンテーター              |
| 2007年11月 | 2021年5月 | まるどりっ!（新潟テレビ21）                       | コメンテーター                    |
| 2010年10月 | 2017年9月 | いま世界は（BS朝日）                              | コメンテーター                    |
| 2017年10月 | 2020年3月 | 日曜スクープ（BS朝日）                            | コメンテーター                    |

### ウェブ番組
- デモクラシータイムス（YouTube）

### ラジオ
- キンキンのサンデー・ラジオ（文化放送）
- 中村もときの通勤ラジオ（KBCラジオ）

## 著書

### 単著
- 『ニュースステーション戦場記者の10年』全国朝日放送、1996年12月。ISBN 978-4881312087。

### 共著
- 田岡俊次『伝えきれなかった真実 映画が語る世界の裏側』宝島社新書、2007年6月。ISBN 978-4796658461。